# Лещина маньчжурская
Лещина маньчжурская (лат. Corylus sieboldiana var. mandshurica) — кустарник, разновидность вида Лещина Зибольда (Corylus sieboldiana) рода Лещина (Corylus) семейства Берёзовые (Betulaceae).

## Распространение и экология

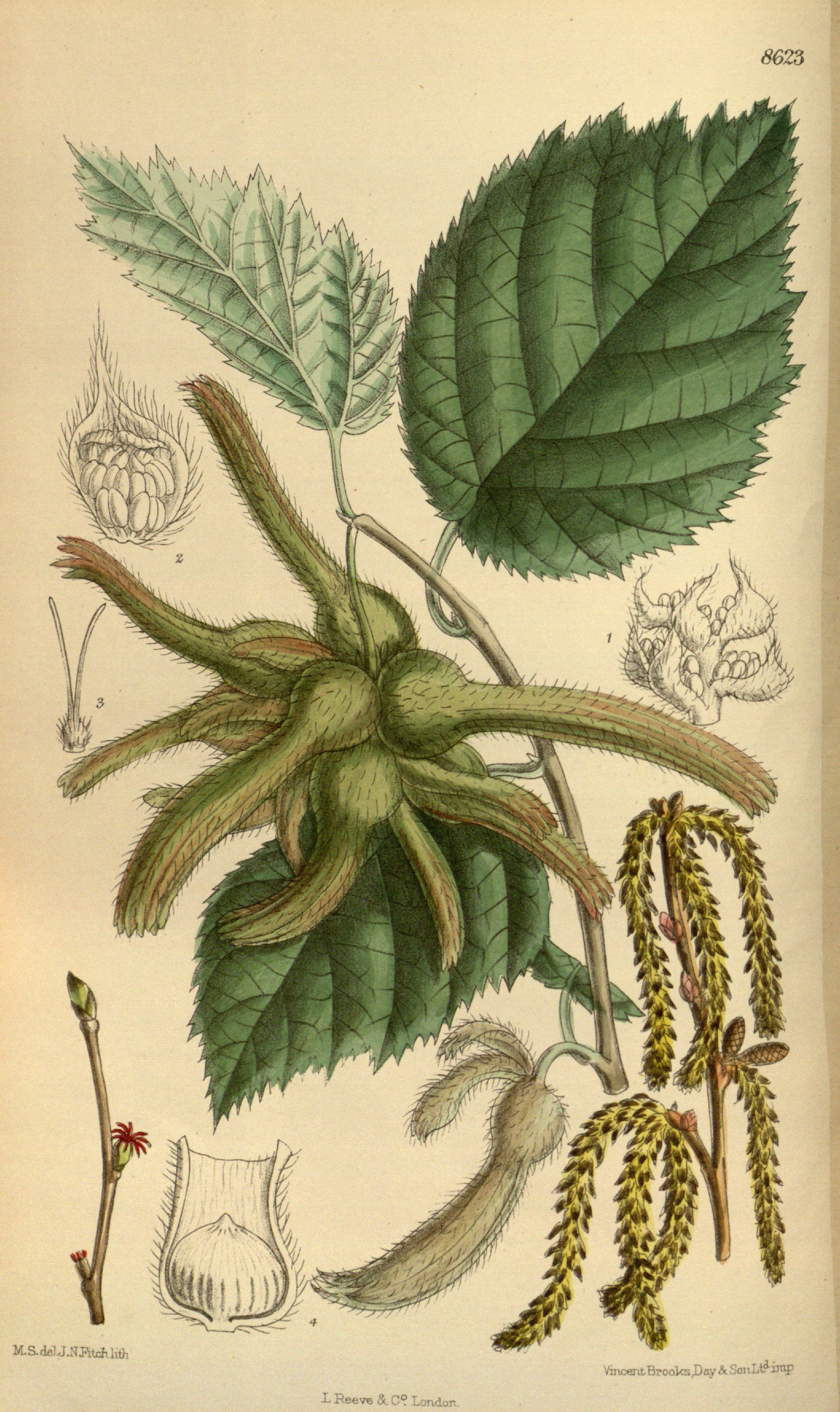

В природе ареал охватывает Дальний Восток России (к востоку от реки Бурея в южной части Хабаровского края, Приморский край), Китай (Маньчжурия) и Корею.
Растёт в подлеске кедрово-широколиственных и других смешанных лесов. В прогалинах образует заросли. В горы поднимается до 600—700 м над уровнем моря.
Более теневынослива, морозостойка, требовательнее к почве и её влажности, чем лещина разнолистная. Заболоченности и избыточной влаги не выносит.

## Ботаническое описание
Кустарник высотой 3—4,5 м, образующий обычно несколько сильно ветвящихся стволов. Кора тёмно-серая, трещиноватая. Молодые побеги мягкоопушённые и желёзистые.
Почки мелкие, трижды—четырежды-чешуйчатые. Листья тёмно-зелёные, широкообратнояйцевидные или почти округлые, длиной 7—10 см, шириной 6—8,5 см, в верхней части лопастно-зубчатые, с коротким острием, в основании сердцевидные или округлые, по краю удвоенно-остропильчатые, с нижней стороны мягкоопушённые, на черешках 1,5—2,5 см.
Пыльниковые серёжки обычно по три-четыре, редко по две. Рыльца пестичных цветов едва выступают из-под покровов почек.
Орехи собраны по три—четыре, каждый окружён трубчатой обёрткой, длиной до 6 см, в два—три раза превышающей по длине орех. Снаружи обертка густоржавощетинистая и по краю бахромчато-лопастная. По сравнению с орехами лещина разнолистной плоды лещины маньчжурской меньше и с более тонкой скорлупой.
Цветёт в мае. Плодоносит в сентябре.

## Значение и применение
В культуре с 1882 года. Но как декоративное растение мало известна. В России культивируется в Санкт-Петербурге и Москве.
Орехи съедобны, но из-за шиповидной обёртки сбор и извлечение их из обертки затруднены. Служат пищей для бурундуков и белок.
Выделяет много пыльцы. Хорошо посещается пчёлами в теплые солнечные дни. Пыльцевая продуктивность одной серёжки колеблется от 23,5 до 44,1 мг.

## Таксономия
Разновидность Лещина маньчжурская входит в вид Лещина Зибольда (Corylus sieboldiana) рода Лещина (Corylus) семейства Берёзовые (Betulaceae) порядка Букоцветные (Fagales).
|  |                                      |  |                                                             |                                                             |                     |  | ещё 7 семейств (согласно Системе APG II) | ещё 7 семейств (согласно Системе APG II) |                                       |  |  |  | ещё от 15 до 20 видов (согласно Системе APG II) | ещё от 15 до 20 видов (согласно Системе APG II) |  |  |
|  |                                      |  |                                                             |                                                             |                     |  | ещё 7 семейств (согласно Системе APG II) | ещё 7 семейств (согласно Системе APG II) |                                       |  |  |  | ещё от 15 до 20 видов (согласно Системе APG II) | ещё от 15 до 20 видов (согласно Системе APG II) |  |  |
|  |                                      |  |                                                             | порядок Букоцветные                                         |                     |  |                                          |                                          | род Лещина                            |  |  |  |                                                 | разновидность Лещина маньчжурская               |  |  |
|  |                                      |  |                                                             | порядок Букоцветные                                         |                     |  |                                          |                                          | род Лещина                            |  |  |  |                                                 | разновидность Лещина маньчжурская               |  |  |
|  | отдел Цветковые, или Покрытосеменные |  |                                                             |                                                             | семейство Берёзовые |  |                                          |                                          | вид Лещина Зибольда                   |  |  |  |                                                 |                                                 |  |  |
|  | отдел Цветковые, или Покрытосеменные |  |                                                             |                                                             |                     |  |                                          |                                          |                                       |  |  |  |                                                 |                                                 |  |  |
|  |                                      |  | ещё 44 порядка цветковых растений (согласно Системе APG II) | ещё 44 порядка цветковых растений (согласно Системе APG II) |                     |  |                                          | ещё 5 родов (согласно Системе APG II)    | ещё 5 родов (согласно Системе APG II) |  |  |  | ещё две разновидности                           |                                                 |  |  |
|  |                                      |  |                                                             | ещё 44 порядка цветковых растений (согласно Системе APG II) |                     |  |                                          |                                          | ещё 5 родов (согласно Системе APG II) |  |  |  |                                                 |                                                 |  |  |